# مجلة فوغ الإيطالية
فوغ إيتاليا (بالإيطالية: Vogue Italia) هي الإصدار الإيطالي من مجلة شهرية فوج تأسست عام 1965، تهتم بالموضة. تديرها عائلة روتشيلد الإيطالية وهي الأقل بين جميع الطبعات التجارية من مجلة فوج وسميت مجلة الأزياء في العالم. صورها الخاصة في كثير من الأحيان مثيرة للصدمة والاستفزازية وطبقاً للمدير الفني في فوغ البريطانية، فإن صورها «تتجاوز الأزياء المباشرة لتكون حول الفن والأفكار».